# اتسلوانگ
اتسلوانگ (به آلمانی: Etzelwang) یک شهر در آلمان است که در امبرگ-سولزباخ واقع شده‌است. اتسلوانگ ۱٬۴۸۰ نفر جمعیت دارد.